# Tiefsteinbach
Der Tiefensteinbach ist ein etwa 6 km langer, rechter und nordwestlicher Zufluss des Eisbachs im Bezirk Salzburg-Umgebung des österreichischen Bundeslandes Salzburg.

## Geographie

### Verlauf
Der Tiefensteinbach entspringt auf unter 600 m ü. A. etwas nördlich der Egelseen zwischen den Orten Unternberg und Leitgermoos der Gemeinde Mattsee. Bald durchfließt er nacheinander auf anfangs südlichem Lauf den Groß-, Mitter- und Unteregelsee und wendet sich schon nach dem Mitteregelsee mehr und mehr in Richtung Ostsüdosten. Er wechselt dabei ins Gemeindegebiet von Schleedorf, wo er am linksseits liegenden Eßling vorbeifließt. Ab dort durchläuft er die bewaldete Tiefensteinklamm, in der er lange Grenzbach zur Gemeinde Köstendorf ist. Nach der Schlucht durchfließt er den Ort Fischachmühle von Köstendorf, wo ihm aus dem Norden der Tobelbach zumündet, sein größter Zufluss, der nach seinem rechten Oberlauf auch Dopplerbach genannt wird. Wenig später mündet er bei der Moosmühle von Köstendorf auf etwas über 520 m ü. A. zweiarmig von rechts in den Eisbach, der weiter abwärts in den Wallersee mündet, welchen wiederum der Fischbach entwässert.
Der Tiefensteinbach ist 6,1 km lang.

### Zuflüsse und Seen
Hierarchische Liste einer Auswahl der Zuflüsse und Seen, jeweils von der Quelle zur Mündung. Längen und Einzugsgebiete nach dem Bundesland-Server.
- Durchfließt den Großegelsee
- Durchfließt den Mitteregelsee
- Paltingmoosbach, von rechts und Südwesten nahe Mattsee-Paltingmoos, 1,2 km
- Durchfließt den Unteregelsee
- Tobelbach oder Dopplerbach, von links und Norden in Köstendorf-Fischachmühle, ca. 1,1 km ab dem Zusammenfluss Dopplerbach/Spansroagbach
  - Dopplerbach, rechter und westlicher Oberlauf, ca. 1,2 km
  - Spansroagbach, linker und nordwestlicher Oberlauf, über 1,6 km